# Werner Kroebel

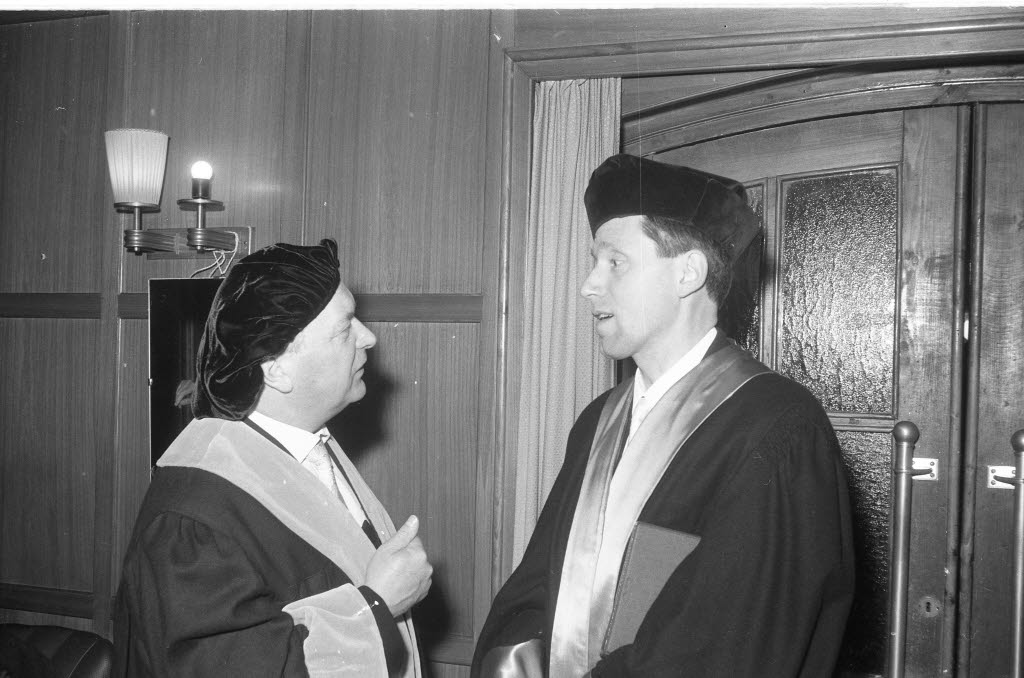
Werner Kroebel (li.) während der Kieler Universitätstage (1965)

Werner Adolf Johannes Kroebel (* 7. April 1904 in Berlin; † 6. September 2001 in Schellhorn) war ein deutscher Physiker.

## Leben
Werner Kroebel ist in Berlin geboren und aufgewachsen. Dort begann er auch zunächst sein Studium, wechselte aber 1928 nach Göttingen, wo er bei dem Nobelpreisträger James Franck 1929 seine Dissertation über Die Entstehung der langwelligen ultraroten Strahlung des Quecksilbers anfertigte. Anschließend war er Assistent bei Franck bis zu dessen Emigration 1933.
Da Kroebel der politischen Entwicklung in Deutschland, die sich auch an den Universitäten auswirkte, nicht folgen wollte, musste er 1934 die akademische Laufbahn aufgeben. Er wechselte in die Industrie und wurde Leiter des Fernseh-Laboratoriums der TeKaDe in Nürnberg. 1938 ging er zu der Firma Hagenuk in Kiel, wo er sich hauptsächlich mit Hochfrequenztechnik beschäftigte. Um seine zahlreichen Ideen besser realisieren zu können, wurde ihm von dieser Firma 1941 eine eigene Forschungs- und Entwicklungsabteilung eingerichtet, deren Mitarbeiterzahl in den Folgejahren auf mehr als 200 anwuchs.
Gleichzeitig habilitierte er sich an der Universität Kiel 1942 mit dem Thema Der Wellenanzeiger, ein spezielles Spektrometer für hochfrequente Wechselströme. Mit Ende des Krieges gelang es ihm, trotz der Umstellung auf zivile Arbeiten, sein Laboratorium in kleinerem Rahmen weiter zu führen.
Am 1. Oktober 1946 wurde er dann Direktor des neu gegründeten Instituts für Angewandte Physik an der Universität Kiel, das er bis zu seiner Emeritierung 1974 leitete. Während dieser Zeit betreute er etwa 250 Staatsexamens- und Diplomarbeiten sowie zahlreiche Dissertationen.
Auch nach seiner Emeritierung arbeitete er wissenschaftlich bis zu seinem Tod im Jahr 2001 als ältester Professor der Universität Kiel am Institut und betreute mehrere Doktoranden.

## Bedeutung
Von seinen beruflichen Erfolgen zeugen weit über 100 Patente, seine Tätigkeiten in physikalischen Organisationen und mehr als 140 Veröffentlichungen.

## Arbeitsgebiete
Im Institut für Angewandte Physik (heute: Institut für Experimentelle und Angewandte Physik) der Universität Kiel begründete er mehrere für ein physikalisches Institut neue Arbeitsrichtungen. Dabei versuchte er insbesondere, Themen aus anderen naturwissenschaftlichen Gebieten mit physikalischen Methoden anzugehen. So entstanden Arbeitsgruppen, die sich mit Biophysik, medizinischer Physik und Meeresforschung beschäftigten. Insbesondere mit dem letzteren befasste er sich viele Jahre sehr intensiv und revolutionierte durch Anwendung der jeweils aktuellen Möglichkeiten der Elektronik die Meeresmesstechnik.

## Weitere Arbeitsgebiete
Neben der Physik beschäftigte sich Werner Kroebel sehr intensiv auch mit philosophischen Themen, über die er häufig Vorträge hielt. Ebenfalls wichtig waren ihm pädagogische Fragen. So beschäftigte er sich viel mit der Frage, wie Physik in den Schulen gelehrt werden sollte und hielt hierzu auch besondere Lehrveranstaltungen ab. Außerdem war er Mitbegründer des Instituts für Pädagogik der Naturwissenschaften (heute: Leibniz-Institut für die Pädagogik der Naturwissenschaften und Mathematik (IPN)). Daneben interessierte er sich sehr stark auch für gesellschaftliche Probleme. So war er 30 Jahre lang Vorsitzender der Landesstelle gegen Suchtgefahren in Schleswig-Holstein. Zudem war er von 1956 bis 1978 Präsident der Ferdinand-Tönnies-Gesellschaft.

## Mitgliedschaften
- Gründungsmitglied der Ferdinand-Tönnies-Gesellschaft (1956)
- Philosophisch-Politische Akademie
- Seit 1946 in der Nordwestdeutschen Physikalischen Gesellschaft, die später in der Deutschen Physikalischen Gesellschaft aufging, zeitweise auch im Vorstandsrat der Deutschen Physikalischen Gesellschaft
- International Union for Pure and Applied Physics (IUPAP)
- Mitbegründer der Deutschen Gesellschaft für Kybernetik
- Deutsche Kinotechnische Gesellschaft, seit 1977 als Ehrenmitglied
- Verband der Elektrotechnik, Elektronik und Informationstechnik (VDE)
- Seit 1983 im amerikanischen Institute of Electrical and Electronics Engineers (IEEE)
- Herausgeber der Zeitschrift Atomkernenergie/Kerntechnik

## Auszeichnungen
- Verdienstkreuz 1. Klasse des Verdienstordens der Bundesrepublik Deutschland (1972)
- Distinguished Technical Achievement Award des IEEE (1976)[4]